# 環球購物中心
環球購物中心（かんきゅうこうぶつちゅうしん）またはグローバル・モール（英: Global Mall）は、台湾の建設業冠徳建設が投資、運営するショッピングモール。2005年に1号店を新北市中和区に開業、現在台湾と中国天津市で8店舗を運営している。

## 沿革
- 2002年11月 - 環球購物中心公司設立
- 2005年12月 - 1号店となる中和店開業。核店舗として日本のジャスコが入居[1]。
- 2007年12月17日 - 中和店からジャスコが撤退[2]。
- 2010年4月1日 - 2号店（板橋車站店）開業[3]。
- 2011年7月29日 - 屏東店起工。
- 2012年
  - 2月29日 - 新左営車站店起工。
  - 12月15日 - 屏東店開業[4]。
- 2013年
  - 2月21日 - 世博店（新竹市東区）開業[5]。
  - 4月9日 - 新左営店開業[6]。
- 2015年11月27日 - 桃園A8店（桃園市）開業[7]。
- 2016年
  - 6月30日 - 新竹世博店閉店[8]。
  - 7月26日 - 南港車站店（台北市）開業[9]。
- 2017年
  - 1月 - 中国天津市に初の海外店舗となる天津中北店開業[10]。
  - 5月 - 林口A9店（新北市）開業[11]。
- 2021年 - 桃園A19店（桃園市）開業予定[12]。

## 店舗

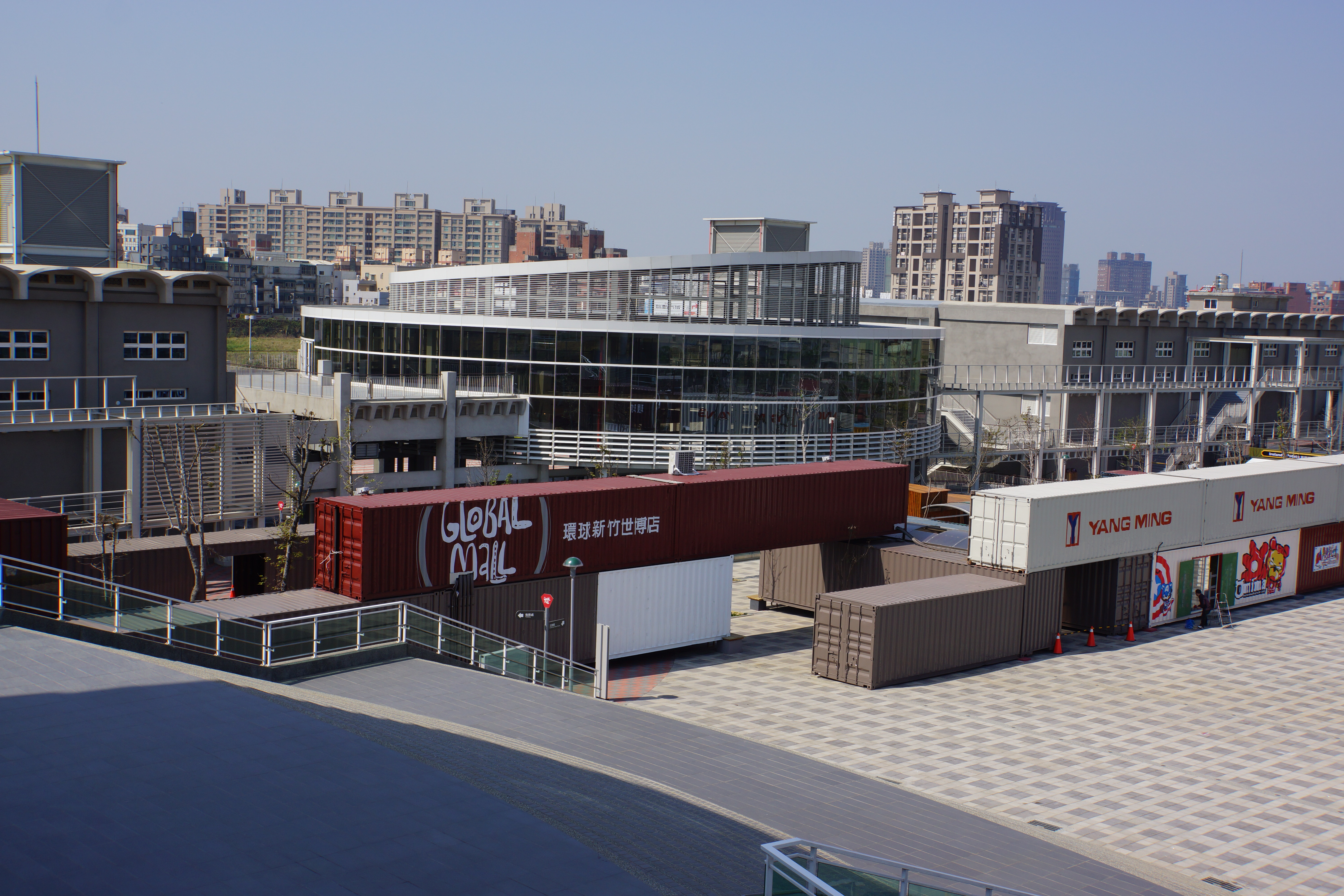
閉鎖された世博店（新竹市東区）

台湾の店舗は北から南の順で記載
| 店舗名     | 画像         | 住所                                 | 営業店舗面積 | フロア                                     | 備考 |
| ---------- | ------------ | ------------------------------------ | ------------ | ------------------------------------------ | --- |
| 南港車站   | 南港店       | 台北市南港区忠孝東路七段371号地下一F | 約2600坪     | B1A-B2F                                    | 7号店。国内で同一駅の開発事業における同業者間での初の共同開発例。シティリンク南港店との共同開発事業。フロアは異なる。 |
| 新北中和   | 中和店       | 新北市中和区中山路三段               | 24000坪      | 1-4F、地下2F （5、6、B1Fは駐車場）         | 1号店。総床面積は41,000坪。日本のジャスコが核店舗だった。映画館には国賓影城が進出。年商50億台湾ドル。 |
| 板橋車站   | 板橋店       | 新北市板橋区県民大道二段             | 6505坪       | 2F-B1F、 24F・25F                          | 2号店。台鉄板橋駅ホール内に環球と台鉄が共同開発した、微風台北車站店に次ぐ第2の駅ナカCS。フードコートやクリーニング店、靴洗い店、レンタカーなどもある。周辺のMega City 板橋大遠百、誠品生活新板店、麗宝百貨広場および遠東百貨板橋店と競合している。年商19億台湾ドル。 |
| 桃園A8     | 林口長庚A8店 | 桃園市亀山区復興一路                 | 2800坪       | 2F-B1F                                     | 6号店。桃園機場捷運長庚医院駅の共同開発ビルにある。環球と桃園市で初となる捷運駅との一体型モール。2Fに捷運駅と長庚医院を結ぶ連絡通路がある。年商8億台湾ドル。 |
| 林口A9     | 林口A9店     | 新北市林口区文化三路一段2号          | 1500坪       | 1-4F                                       | 8号店。桃園機場捷運林口駅共同開発駅ビルにある、環球で2例目、林口区で初となる捷運駅との一体型モールで。2Fは連絡通路で捷運駅と繋がっている。 |
| 新左営車站 | 新左営車站店 | 高雄市左営区站前北路                 | 2600坪       | 2-4F                                       | 5号店，台鉄新左営駅構内にある南台湾初の駅ビル型モール。3事業者が乗り入れる駅のため、新光三越左営店本館、二館（彩虹市集）とも多数の連絡通路で繋がっている。年商6億台湾ドル。                                                                                          |
| 屏東       |              | 屏東県屏東市仁愛路                   | 約10000坪    | 1F、3-7F （地下1、2Fは駐車場、二輪駐輪場） | 新北市外で初の出店となった3号店。屏東地区で長年独占的地位を築いていた太平洋百貨の牙城を打破した。主要顧客は若年層。シネコンには国賓影城が入居。周辺には国立屏東女中、屏東公園、太平洋百貨本館、二館（Sunny Park）。                                                  |
| 天津中北   |              | 中国天津市西青区中北鎮万卉路5号      | 18.9万平米   |                                            | |